# Atlantyda (album)
Atlantyda – szósta płyta (CD) Elżbiety Adamiak, wykonawczyni z kręgu poezji śpiewanej, wydana w 1995 przez Pomaton EMI (również na kasecie magnetofonowej).

## Lista utworów
1. "Najlepsze lata – Atlantyda" (sł. Józef Baran, muz. Elżbieta Adamiak) – 4:43
2. "Prośba o nadzieję" (sł. Józef Baran, muz. Elżbieta Adamiak) – 2:53
3. "Pat" (sł. Zofia Chałupska, muz. Elżbieta Adamiak)
4. "Życzenie na dziś" (sł. Jacek Cygan, muz. Krzesimir Dębski)
5. "Na dzień" (sł. Andrzej Poniedzielski, muz. Andrzej Poniedzielski i Andrzej Pawlukiewicz) – 2:17
6. "Żyłam tylko snem" (sł. Andrzej Poniedzielski, muz. Tadeusz Woźniak)
7. "Z Tobą by konie kraść" (sł. Adam Ziemianin, muz. Elżbieta Adamiak) – 2:47
8. "Ciężko nieść – rzucić żal" (sł. Andrzej Poniedzielski, muz. Małgorzata Kamińska) – 4:34
9. "Milcząca nadzieja" (sł. Waldemar Chyliński, muz. Elżbieta Adamiak) – 3:26
10. "Sie ma" (sł. Andrzej Poniedzielski, muz. Elżbieta Adamiak) – 4:14
11. "Córka i syn" (sł. Andrzej Poniedzielski, muz. Elżbieta Adamiak)
12. "Zapamiętaj tylko to" (sł. Andrzej Poniedzielski, muz. Tadeusz Woźniak)
13. "Szczerze smutna łza" (sł. i muz. Andrzej Poniedzielski) – 3:06

## Wykonawcy
- Elżbieta Adamiak – śpiew
- Ewa Rutkowska – śpiew
- Andrzej Poniedzielski – śpiew (6)
- Andrzej Pawlukiewicz – aranżacje, instrumenty klawiszowe